# Therese von Sachsen-Altenburg (1823–1915)

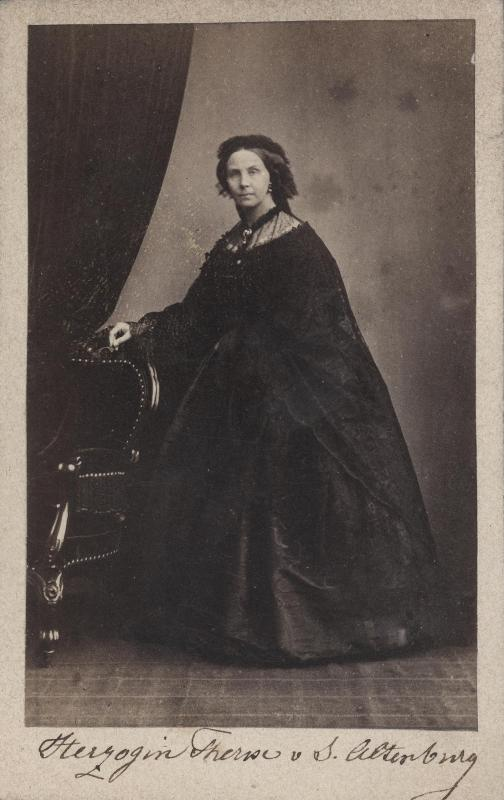
Prinzessin Therese von Sachsen-Altenburg (1823–1915) als T.d. Hzgs Josef v. S.A.

Henriette Friederike Therese Elisabeth von Sachsen-Altenburg (* 9. Oktober 1823 in Hildburghausen; † 3. April 1915 in Altenburg) war eine Prinzessin von Sachsen-Altenburg.

## Leben
Therese war die zweite der vier überlebenden Töchter des Herzogs Joseph von Sachsen-Altenburg (1789–1868) aus dessen Ehe mit Amalie (1799–1848), Tochter des Herzogs Ludwig von Württemberg. Damit gehörte sie dem Haus Sachsen-Hildburghausen an, das 1826 in Haus Sachsen-Altenburg umbenannt wurde. Ihre Taufpaten waren, neben ihrem Großvater Ludwig, Prinz Alexander und Prinzessin Elisabeth von Württemberg.
Gemeinsam mit ihren Schwestern Marie, Elisabeth und Alexandra wurde sie durch Carl Ludwig Nietzsche ausgebildet. Später unterstützte Therese seinen Sohn Friedrich Nietzsche und dessen Familie finanziell.
Therese, obwohl als die attraktivste der Schwestern beschrieben, heiratete nie. Zu ihren Bewerbern gehörte unter anderen auch der französische Kaiser Napoleon III. Therese kümmerte sich zunächst um ihre schwerkranke Mutter und pflegte danach ihren Vater bis zu dessen Tod. 
Die Prinzessin bewohnte bis zu ihrem Tod über den Sommer Schloss Wolfersdorf, welches durch die ständige Nutzung in gutem Zustand erhalten werden konnte und wieder an Bedeutung für die Altenburger Hofhaltung gewann. Im Jahr 1894 war Kaiser Wilhelm II. während einer Jagd zu Gast im Schloss. Therese war Dame des Bayerischen Theresienordens.